# 愛知県小学校一覧
| 総数                                     | 969校・3分校     |
| 国立                                     | 2校              |
| 公立                                     | 964校・3分校     |
| 私立                                     | 4校              |
| 教育委員会所在地                         | 〒460-8534       |
| 日本 愛知県名古屋市中区三の丸3丁目1番2号 |                  |
| 公式サイト                               | 愛知県教育委員会 |

愛知県小学校一覧（あいちけんしょうがっこういちらん）は、愛知県の小学校の一覧。

## 国立小学校
- 愛知教育大学附属岡崎小学校（岡崎市）
- 愛知教育大学附属名古屋小学校（名古屋市東区）

## 公立小学校

### 名古屋市

#### 千種区
- 名古屋市立内山小学校
- 名古屋市立春岡小学校
- 名古屋市立千種小学校
- 名古屋市立高見小学校
- 名古屋市立大和小学校
- 名古屋市立田代小学校
- 名古屋市立上野小学校
- 名古屋市立東山小学校
- 名古屋市立自由ヶ丘小学校
- 名古屋市立千石小学校
- 名古屋市立富士見台小学校
- 名古屋市立星ヶ丘小学校
- 名古屋市立宮根小学校
- 名古屋市立千代田橋小学校
- 名古屋市立見付小学校

#### 東区
- 名古屋市立旭丘小学校
- 名古屋市立筒井小学校
- 名古屋市立東桜小学校
- 名古屋市立矢田小学校
- 名古屋市立山吹小学校
- 名古屋市立東白壁小学校
- 名古屋市立葵小学校
- 名古屋市立明倫小学校
- 名古屋市立砂田橋小学校

#### 北区
- 名古屋市立飯田小学校
- 名古屋市立大杉小学校
- 名古屋市立清水小学校
- 名古屋市立楠小学校
- 名古屋市立杉村小学校
- 名古屋市立名北小学校
- 名古屋市立金城小学校
- 名古屋市立城北小学校
- 名古屋市立六郷小学校
- 名古屋市立光城小学校
- 名古屋市立東志賀小学校
- 名古屋市立味鋺小学校
- 名古屋市立西味鋺小学校
- 名古屋市立楠西小学校
- 名古屋市立如意小学校
- 名古屋市立宮前小学校
- 名古屋市立川中小学校
- 名古屋市立六郷北小学校
- 名古屋市立辻小学校

#### 西区
- 名古屋市立榎小学校
- 名古屋市立なごや小学校
- 名古屋市立栄生小学校
- 名古屋市立上名古屋小学校
- 名古屋市立城西小学校
- 名古屋市立児玉小学校
- 名古屋市立枇杷島小学校
- 名古屋市立南押切小学校
- 名古屋市立庄内小学校
- 名古屋市立稲生小学校
- 名古屋市立山田小学校
- 名古屋市立平田小学校
- 名古屋市立比良小学校
- 名古屋市立大野木小学校
- 名古屋市立浮野小学校
- 名古屋市立比良西小学校
- 名古屋市立中小田井小学校

#### 中村区
- 名古屋市立笹島小学校
- 名古屋市立中村小学校
- 名古屋市立牧野小学校
- 名古屋市立米野小学校
- 名古屋市立日比津小学校
- 名古屋市立柳小学校
- 名古屋市立稲葉地小学校
- 名古屋市立日吉小学校
- 名古屋市立岩塚小学校
- 名古屋市立豊臣小学校
- 名古屋市立千成小学校
- 名古屋市立ほのか小学校
- 名古屋市立諏訪小学校
- 名古屋市立稲西小学校
- 名古屋市立八社小学校

#### 中区
- 名古屋市立老松小学校
- 名古屋市立大須小学校
- 名古屋市立栄小学校
- 名古屋市立新栄小学校
- 名古屋市立橘小学校
- 名古屋市立千早小学校
- 名古屋市立平和小学校
- 名古屋市立正木小学校
- 名古屋市立松原小学校
- 名古屋市立丸の内小学校

#### 昭和区
- 名古屋市立松栄小学校
- 名古屋市立広路小学校
- 名古屋市立御器所小学校
- 名古屋市立鶴舞小学校
- 名古屋市立吹上小学校
- 名古屋市立村雲小学校
- 名古屋市立八事小学校
- 名古屋市立川原小学校
  - 名古屋市立川原小学校分校
- 名古屋市立伊勝小学校
- 名古屋市立白金小学校
- 名古屋市立滝川小学校

#### 瑞穂区
- 名古屋市立汐路小学校
- 名古屋市立陽明小学校
- 名古屋市立弥富小学校
- 名古屋市立豊岡小学校
- 名古屋市立中根小学校
- 名古屋市立穂波小学校
- 名古屋市立堀田小学校
- 名古屋市立井戸田小学校
- 名古屋市立瑞穂小学校
- 名古屋市立高田小学校
- 名古屋市立御劔小学校

#### 熱田区
- 名古屋市立高蔵小学校
- 名古屋市立旗屋小学校
- 名古屋市立千年小学校
- 名古屋市立船方小学校
- 名古屋市立白鳥小学校
- 名古屋市立野立小学校
- 名古屋市立大宝小学校

#### 中川区
- 名古屋市立広見小学校
- 名古屋市立露橋小学校
- 名古屋市立愛知小学校
- 名古屋市立八熊小学校
- 名古屋市立昭和橋小学校
- 名古屋市立常磐小学校
- 名古屋市立八幡小学校
- 名古屋市立荒子小学校
- 名古屋市立正色小学校
- 名古屋市立篠原小学校
- 名古屋市立戸田小学校
- 名古屋市立豊治小学校
- 名古屋市立千音寺小学校
- 名古屋市立長須賀小学校
- 名古屋市立万場小学校
- 名古屋市立野田小学校
- 名古屋市立明正小学校
- 名古屋市立中島小学校
- 名古屋市立玉川小学校
- 名古屋市立西中島小学校
- 名古屋市立五反田小学校
- 名古屋市立春田小学校
- 名古屋市立赤星小学校
- 名古屋市立西前田小学校

#### 港区
- 名古屋市立稲永小学校
- 名古屋市立小碓小学校
- 名古屋市立大手小学校
- 名古屋市立港西小学校
- 名古屋市立港楽小学校
- 名古屋市立正保小学校
- 名古屋市立神宮寺小学校
- 名古屋市立成章小学校
- 名古屋市立高木小学校
- 名古屋市立東海小学校
- 名古屋市立当知小学校
- 名古屋市立中川小学校
- 名古屋市立南陽小学校
- 名古屋市立西築地小学校
- 名古屋市立西福田小学校
- 名古屋市立野跡小学校
- 名古屋市立東築地小学校
- 名古屋市立福田小学校
- 名古屋市立福春小学校
- 名古屋市立明徳小学校

#### 南区
- 名古屋市立豊田小学校
- 名古屋市立明治小学校
- 名古屋市立呼続小学校
- 名古屋市立白水小学校
- 名古屋市立桜小学校
- 名古屋市立道徳小学校
- 名古屋市立笠寺小学校
- 名古屋市立大生小学校
- 名古屋市立大磯小学校
- 名古屋市立千鳥小学校
- 名古屋市立菊住小学校
- 名古屋市立宝小学校
- 名古屋市立宝南小学校
- 名古屋市立柴田小学校
- 名古屋市立伝馬小学校
- 名古屋市立星崎小学校
- 名古屋市立春日野小学校
- 名古屋市立笠東小学校

#### 守山区
- 名古屋市立大森小学校
- 名古屋市立小幡小学校
- 名古屋市立守山小学校
- 名古屋市立廿軒家小学校
- 名古屋市立鳥羽見小学校
- 名古屋市立瀬古小学校
- 名古屋市立志段味東小学校
- 名古屋市立志段味西小学校
- 名古屋市立吉根小学校
- 名古屋市立白沢小学校
- 名古屋市立本地丘小学校
- 名古屋市立苗代小学校
- 名古屋市立天子田小学校
- 名古屋市立二城小学校
- 名古屋市立森孝西小学校
- 名古屋市立森孝東小学校
- 名古屋市立西城小学校
- 名古屋市立大森北小学校
- 名古屋市立小幡北小学校
- 名古屋市立下志段味小学校

#### 緑区
- 名古屋市立鳴海小学校
- 名古屋市立平子小学校
- 名古屋市立鳴海東部小学校
- 名古屋市立東丘小学校
- 名古屋市立鳴子小学校
- 名古屋市立有松小学校
- 名古屋市立大高小学校
- 名古屋市立緑小学校
- 名古屋市立片平小学校
- 名古屋市立戸笠小学校
- 名古屋市立太子小学校
- 名古屋市立旭出小学校
- 名古屋市立浦里小学校
- 名古屋市立黒石小学校
- 名古屋市立神の倉小学校
- 名古屋市立長根台小学校
- 名古屋市立桶狭間小学校
- 名古屋市立相原小学校
- 名古屋市立桃山小学校
- 名古屋市立南陵小学校
- 名古屋市立大高北小学校
- 名古屋市立大高南小学校
- 名古屋市立徳重小学校
- 名古屋市立滝ノ水小学校
- 名古屋市立大清水小学校
- 名古屋市立常安小学校
- 名古屋市立小坂小学校
- 名古屋市立熊の前小学校

#### 名東区
- 名古屋市立猪高小学校
- 名古屋市立藤が丘小学校
- 名古屋市立香流小学校
- 名古屋市立猪子石小学校
- 名古屋市立高針小学校
- 名古屋市立西山小学校
- 名古屋市立名東小学校
- 名古屋市立梅森坂小学校
- 名古屋市立蓬来小学校
- 名古屋市立本郷小学校
- 名古屋市立貴船小学校
- 名古屋市立上社小学校
- 名古屋市立豊が丘小学校
- 名古屋市立引山小学校
- 名古屋市立極楽小学校
- 名古屋市立平和が丘小学校
- 名古屋市立前山小学校
- 名古屋市立北一社小学校
- 名古屋市立牧の原小学校

#### 天白区
- 名古屋市立天白小学校
- 名古屋市立野並小学校
- 名古屋市立高坂小学校
- 名古屋市立八事東小学校
- 名古屋市立表山小学校
- 名古屋市立平針小学校
- 名古屋市立平針南小学校
- 名古屋市立植田小学校
- 名古屋市立植田東小学校
- 名古屋市立しまだ小学校
- 名古屋市立山根小学校
- 名古屋市立相生小学校
- 名古屋市立大坪小学校
- 名古屋市立原小学校
- 名古屋市立植田南小学校
- 名古屋市立平針北小学校
- 名古屋市立植田北小学校

### 豊橋市
- 豊橋市立旭小学校
- 豊橋市立芦原小学校
- 豊橋市立東田小学校
- 豊橋市立石巻小学校
- 豊橋市立磯辺小学校
- 豊橋市立飯村小学校
- 豊橋市立岩田小学校
- 豊橋市立岩西小学校
- 豊橋市立植田小学校
- 豊橋市立牛川小学校
- 豊橋市立老津小学校
- 豊橋市立大崎小学校
- 豊橋市立大清水小学校
- 豊橋市立大村小学校
- 豊橋市立小沢小学校
- 豊橋市立賀茂小学校
- 豊橋市立下条小学校
- 豊橋市立西郷小学校
- 豊橋市立栄小学校
- 豊橋市立汐田小学校
- 豊橋市立下地小学校
- 豊橋市立新川小学校
- 豊橋市立杉山小学校
- 豊橋市立嵩山小学校
- 豊橋市立鷹丘小学校
- 豊橋市立高師小学校
- 豊橋市立高根小学校
- 豊橋市立谷川小学校
- 豊橋市立玉川小学校
- 豊橋市立多米小学校
- 豊橋市立津田小学校
- 豊橋市立つつじが丘小学校
- 豊橋市立天伯小学校
- 豊橋市立豊南小学校
- 豊橋市立中野小学校
- 豊橋市立野依小学校
- 豊橋市立八町小学校
- 豊橋市立花田小学校
- 豊橋市立羽根井小学校
- 豊橋市立福岡小学校
- 豊橋市立富士見小学校
- 豊橋市立二川小学校
- 豊橋市立二川南小学校
- 豊橋市立細谷小学校
- 豊橋市立前芝小学校
- 豊橋市立松葉小学校
- 豊橋市立松山小学校
- 豊橋市立幸小学校
- 豊橋市立向山小学校
- 豊橋市立牟呂小学校
- 豊橋市立豊小学校
- 豊橋市立吉田方小学校

### 岡崎市
- 岡崎市立梅園小学校
- 岡崎市立根石小学校
- 岡崎市立男川小学校
- 岡崎市立美合小学校
- 岡崎市立緑丘小学校
- 岡崎市立羽根小学校
- 岡崎市立岡崎小学校
- 岡崎市立六名小学校
- 岡崎市立三島小学校
- 岡崎市立竜美丘小学校
- 岡崎市立連尺小学校
- 岡崎市立広幡小学校
- 岡崎市立井田小学校
- 岡崎市立愛宕小学校
- 岡崎市立福岡小学校
- 岡崎市立竜谷小学校
- 岡崎市立藤川小学校
- 岡崎市立山中小学校
- 岡崎市立本宿小学校
- 岡崎市立生平小学校
- 岡崎市立秦梨小学校
- 岡崎市立常磐南小学校
- 岡崎市立常磐東小学校
- 岡崎市立常磐小学校
- 岡崎市立恵田小学校
- 岡崎市立奥殿小学校
- 岡崎市立細川小学校
- 岡崎市立岩津小学校
- 岡崎市立大樹寺小学校
- 岡崎市立大門小学校
- 岡崎市立矢作東小学校
- 岡崎市立矢作北小学校
- 岡崎市立矢作西小学校
- 岡崎市立矢作南小学校
- 岡崎市立六ツ美中部小学校
- 岡崎市立六ツ美北部小学校
- 岡崎市立六ツ美南部小学校
- 岡崎市立六ツ美西部小学校
- 岡崎市立城南小学校
- 岡崎市立上地小学校
- 岡崎市立小豆坂小学校
- 岡崎市立北野小学校
- 岡崎市立豊富小学校
- 岡崎市立夏山小学校
- 岡崎市立宮崎小学校
- 岡崎市立形埜小学校
- 岡崎市立下山小学校

### 一宮市
- 一宮市立宮西小学校
- 一宮市立貴船小学校
- 一宮市立浅野小学校
- 一宮市立大和西小学校
- 一宮市立大和東小学校
- 一宮市立末広小学校
- 一宮市立神山小学校
- 一宮市立丹陽小学校
- 一宮市立今伊勢小学校
- 一宮市立西成東小学校
- 一宮市立大志小学校
- 一宮市立丹陽西小学校
- 一宮市立奥小学校
- 一宮市立今伊勢西小学校
- 一宮市立向山小学校
- 一宮市立丹陽南小学校
- 一宮市立萩原小学校
- 一宮市立葉栗北小学校
- 一宮市立葉栗小学校
- 一宮市立浅井南小学校
- 一宮市立中島小学校
- 一宮市立大和南小学校
- 一宮市立西成小学校
- 一宮市立赤見小学校
- 一宮市立浅井北小学校
- 一宮市立千秋小学校
- 一宮市立浅井中小学校
- 一宮市立瀬部小学校
- 一宮市立北方小学校
- 一宮市立千秋南小学校
- 一宮市立千秋東小学校
- 一宮市立起小学校
- 一宮市立三条小学校
- 一宮市立小信中島小学校
- 一宮市立朝日東小学校
- 一宮市立朝日西小学校
- 一宮市立開明小学校
- 一宮市立大徳小学校
- 一宮市立黒田小学校
- 一宮市立木曽川西小学校
- 一宮市立木曽川東小学校
- 一宮市立富士小学校

### 瀬戸市
- 瀬戸市立陶原小学校
- 瀬戸市立にじの丘学園
- 瀬戸市立效範小学校
- 瀬戸市立水野小学校
- 瀬戸市立水南小学校
- 瀬戸市立幡山東小学校
- 瀬戸市立幡山西小学校
- 瀬戸市立下品野小学校
- 瀬戸市立品野台小学校
- 瀬戸市立掛川小学校
- 瀬戸市立長根小学校
- 瀬戸市立原山小学校
- 瀬戸市立東山小学校
- 瀬戸市立萩山小学校
- 瀬戸市立八幡小学校
- 瀬戸市立西陵小学校

### 半田市
- 半田市立半田小学校
- 半田市立さくら小学校
- 半田市立岩滑小学校
- 半田市立雁宿小学校
- 半田市立乙川小学校
- 半田市立横川小学校
- 半田市立乙川東小学校
- 半田市立亀崎小学校
- 半田市立有脇小学校
- 半田市立成岩小学校
- 半田市立宮池小学校
- 半田市立板山小学校
  - 半田市立板山小学校ならわ学園分校
- 半田市立花園小学校

### 春日井市
- 春日井市立味美小学校
- 春日井市立勝川小学校
- 春日井市立篠木小学校
- 春日井市立牛山小学校
- 春日井市立小野小学校
- 春日井市立坂下小学校
- 春日井市立高座小学校
- 春日井市立玉川小学校
- 春日井市立神領小学校
- 春日井市立岩成台小学校
- 春日井市立柏原小学校
- 春日井市立中央台小学校
- 春日井市立松山小学校
- 春日井市立神屋小学校
- 春日井市立北城小学校
- 春日井市立東高森台小学校
- 春日井市立押沢台小学校
- 春日井市立白山小学校
- 春日井市立春日井小学校
- 春日井市立鷹来小学校
- 春日井市立鳥居松小学校
- 春日井市立八幡小学校
- 春日井市立西尾小学校
- 春日井市立不二小学校
- 春日井市立藤山台小学校
- 春日井市立山王小学校
- 春日井市立松原小学校
- 春日井市立西山小学校
- 春日井市立高森台小学校
- 春日井市立大手小学校
- 春日井市立岩成台西小学校
- 春日井市立上条小学校
- 春日井市立東野小学校
- 春日井市立石尾台小学校
- 春日井市立篠原小学校
- 春日井市立丸田小学校
- 春日井市立出川小学校
- 春日井市立尾東小学校

### 豊川市
- 豊川市立豊川小学校
- 豊川市立東部小学校
- 豊川市立桜木小学校
- 豊川市立三蔵子小学校
- 豊川市立千両小学校
- 豊川市立牛久保小学校
- 豊川市立中部小学校
- 豊川市立八南小学校
- 豊川市立平尾小学校
- 豊川市立国府小学校
- 豊川市立桜町小学校
- 豊川市立御油小学校
- 豊川市立天王小学校
- 豊川市立代田小学校
- 豊川市立金屋小学校
- 豊川市立豊小学校
- 豊川市立一宮東部小学校
- 豊川市立一宮西部小学校
- 豊川市立一宮南部小学校
- 豊川市立御津南部小学校
- 豊川市立御津北部小学校
- 豊川市立赤坂小学校
- 豊川市立長沢小学校
- 豊川市立萩小学校
- 豊川市立小坂井西小学校
- 豊川市立小坂井東小学校

### 津島市
- 津島市立東小学校
- 津島市立西小学校
- 津島市立南小学校
- 津島市立北小学校
- 津島市立神守小学校
- 津島市立蛭間小学校
- 津島市立高台寺小学校
- 津島市立神島田小学校

### 碧南市
- 碧南市立大浜小学校
- 碧南市立新川小学校
- 碧南市立棚尾小学校
- 碧南市立中央小学校
- 碧南市立西端小学校
- 碧南市立日進小学校
- 碧南市立鷲塚小学校

### 刈谷市
- 刈谷市立亀城小学校
- 刈谷市立小高原小学校
- 刈谷市立日高小学校
- 刈谷市立衣浦小学校
- 刈谷市立住吉小学校
- 刈谷市立かりがね小学校
- 刈谷市立平成小学校
- 刈谷市立富士松南小学校
- 刈谷市立富士松北小学校
- 刈谷市立富士松東小学校
- 刈谷市立小垣江小学校
- 刈谷市立小垣江東小学校
- 刈谷市立双葉小学校
- 刈谷市立東刈谷小学校
- 刈谷市立朝日小学校

### 豊田市
- 豊田市立青木小学校
- 豊田市立朝日小学校
- 豊田市立市木小学校
- 豊田市立五ケ丘小学校
- 豊田市立五ケ丘東小学校
- 豊田市立井上小学校
- 豊田市立伊保小学校
- 豊田市立岩倉小学校
- 豊田市立畝部小学校
- 豊田市立梅坪小学校
- 豊田市立大畑小学校
- 豊田市立大林小学校
- 豊田市立加納小学校
- 豊田市立上鷹見小学校
- 豊田市立九久平小学校
- 豊田市立幸海小学校
- 豊田市立小清水小学校
- 豊田市立古瀬間小学校
- 豊田市立駒場小学校
- 豊田市立挙母小学校
- 豊田市立衣丘小学校
- 豊田市立四郷小学校
- 豊田市立浄水小学校
- 豊田市立浄水北小学校
- 豊田市立寿恵野小学校
- 豊田市立高嶺小学校
- 豊田市立滝脇小学校
- 豊田市立竹村小学校
- 豊田市立土橋小学校
- 豊田市立堤小学校
- 豊田市立寺部小学校
- 豊田市立童子山小学校
- 豊田市立豊松小学校
- 豊田市立中金小学校
- 豊田市立西広瀬小学校
- 豊田市立西保見小学校
- 豊田市立根川小学校
- 豊田市立野見小学校
- 豊田市立東広瀬小学校
- 豊田市立東保見小学校
- 豊田市立東山小学校
- 豊田市立平井小学校
- 豊田市立広川台小学校
- 豊田市立平和小学校
- 豊田市立前山小学校
- 豊田市立美山小学校
- 豊田市立元城小学校
- 豊田市立矢並小学校
- 豊田市立山之手小学校
- 豊田市立若園小学校
- 豊田市立若林西小学校
- 豊田市立若林東小学校
- 豊田市立飯野小学校
- 豊田市立石畳小学校
- 豊田市立御作小学校
- 豊田市立中山小学校
- 豊田市立道慈小学校
- 豊田市立本城小学校
- 豊田市立小原中部小学校
- 豊田市立冷田小学校
- 豊田市立追分小学校
- 豊田市立佐切小学校
- 豊田市立則定小学校
- 豊田市立萩野小学校
- 豊田市立明和小学校
- 豊田市立新盛小学校
- 豊田市立大蔵小学校
- 豊田市立御蔵小学校
- 豊田市立足助小学校
- 豊田市立大沼小学校
- 豊田市立花山小学校
- 豊田市立小渡小学校
- 豊田市立敷島小学校
- 豊田市立稲武小学校
- 豊田市立巴ヶ丘小学校

### 安城市
- 安城市立安城北部小学校
- 安城市立安城西部小学校
- 安城市立安城南部小学校
- 安城市立安城東部小学校
- 安城市立安城中部小学校
- 安城市立錦町小学校
- 安城市立桜井小学校
- 安城市立高棚小学校
- 安城市立明和小学校
- 安城市立志貴小学校
- 安城市立作野小学校
- 安城市立祥南小学校
- 安城市立丈山小学校
- 安城市立二本木小学校
- 安城市立里町小学校
- 安城市立桜町小学校
- 安城市立桜林小学校
- 安城市立新田小学校
- 安城市立今池小学校
- 安城市立三河安城小学校
- 安城市立梨の里小学校

### 西尾市
- 西尾市立西尾小学校
- 西尾市立花ノ木小学校
- 西尾市立鶴城小学校
- 西尾市立米津小学校
- 西尾市立八ツ面小学校
- 西尾市立西野町小学校
- 西尾市立平坂小学校
- 西尾市立中畑小学校
- 西尾市立矢田小学校
- 西尾市立寺津小学校
- 西尾市立福地北部小学校
- 西尾市立福地南部小学校
- 西尾市立室場小学校
- 西尾市立三和小学校
- 西尾市立一色東部小学校
- 西尾市立一色中部小学校
- 西尾市立一色西部小学校
- 西尾市立一色南部小学校
- 西尾市立吉田小学校
- 西尾市立白浜小学校
- 西尾市立横須賀小学校
- 西尾市立荻原小学校
- 西尾市立津平小学校
- 西尾市立幡豆小学校
- 西尾市立東幡豆小学校
- 西尾市立佐久島しおさい学校

### 蒲郡市
- 蒲郡市立蒲郡南部小学校
- 蒲郡市立蒲郡東部小学校
- 蒲郡市立蒲郡北部小学校
- 蒲郡市立蒲郡西部小学校
- 蒲郡市立三谷小学校
- 蒲郡市立塩津小学校
- 蒲郡市立大塚小学校
- 蒲郡市立形原小学校
- 蒲郡市立西浦小学校
- 蒲郡市立形原北小学校
- 蒲郡市立中央小学校
- 蒲郡市立三谷東小学校
- 蒲郡市立竹島小学校

### 犬山市
- 犬山市立犬山北小学校
- 犬山市立犬山南小学校
- 犬山市立城東小学校
- 犬山市立東小学校
- 犬山市立犬山西小学校
- 犬山市立今井小学校
- 犬山市立栗栖小学校
- 犬山市立羽黒小学校
- 犬山市立楽田小学校
- 犬山市立池野小学校

### 常滑市
- 常滑市立三和小学校
- 常滑市立大野小学校
- 常滑市立鬼崎北小学校
- 常滑市立鬼崎南小学校
- 常滑市立常滑西小学校
- 常滑市立常滑東小学校
- 常滑市立西浦北小学校
- 常滑市立西浦南小学校
- 常滑市立小鈴谷小学校

### 江南市
- 江南市立古知野南小学校
- 江南市立古知野北小学校
- 江南市立古知野東小学校
- 江南市立古知野西小学校
- 江南市立布袋北小学校
- 江南市立布袋小学校
- 江南市立門弟山小学校
- 江南市立草井小学校
- 江南市立藤里小学校
- 江南市立宮田小学校

### 小牧市
- 小牧市立小牧小学校
- 小牧市立村中小学校
- 小牧市立小牧南小学校
- 小牧市立三ツ渕小学校
- 小牧市立味岡小学校
- 小牧市立篠岡小学校
- 小牧市立北里小学校
- 小牧市立米野小学校
- 小牧市立一色小学校
- 小牧市立小木小学校
- 小牧市立小牧原小学校
- 小牧市立本庄小学校
- 小牧市立桃ヶ丘小学校
- 小牧市立陶小学校
- 小牧市立光ヶ丘小学校
- 小牧市立大城小学校

### 稲沢市
- 稲沢市立稲沢東小学校
- 稲沢市立稲沢北小学校
- 稲沢市立千代田小学校
- 稲沢市立大里西小学校
- 稲沢市立片原一色小学校
- 稲沢市立稲沢西小学校
- 稲沢市立大里東小学校
- 稲沢市立祖父江小学校
- 稲沢市立清水小学校
- 稲沢市立国分小学校
- 稲沢市立大塚小学校
- 稲沢市立下津小学校
- 稲沢市立高御堂小学校
- 稲沢市立小正小学校
- 稲沢市立坂田小学校
- 稲沢市立山崎小学校
- 稲沢市立領内小学校
- 稲沢市立丸甲小学校
- 稲沢市立牧川小学校
- 稲沢市立長岡小学校
- 稲沢市立法立小学校
- 稲沢市立六輪小学校
- 稲沢市立三宅小学校

### 新城市
- 新城市立新城小学校
- 新城市立東郷西小学校
- 新城市立庭野小学校
- 新城市立八名小学校
- 新城市立千郷小学校
- 新城市立東郷東小学校
- 新城市立舟着小学校
- 新城市立鳳来中部小学校
- 新城市立東陽小学校
- 新城市立鳳来東小学校
- 新城市立鳳来寺小学校
- 新城市立作手小学校
- 新城市立黄柳川小学校

### 東海市
- 東海市立緑陽小学校
- 東海市立名和小学校
- 東海市立渡内小学校
- 東海市立平洲小学校
- 東海市立明倫小学校
- 東海市立富木島小学校
- 東海市立船島小学校
- 東海市立大田小学校
- 東海市立横須賀小学校
- 東海市立加木屋小学校
- 東海市立三ツ池小学校
- 東海市立加木屋南小学校

### 大府市
- 大府市立大府小学校
- 大府市立神田小学校
- 大府市立大東小学校
- 大府市立北山小学校
- 大府市立東山小学校
- 大府市立共和西小学校
- 大府市立共長小学校
- 大府市立吉田小学校
- 大府市立石ヶ瀬小学校

### 知多市
- 知多市立八幡小学校
- 知多市立つつじが丘小学校
- 知多市立新知小学校
- 知多市立佐布里小学校
- 知多市立新田小学校
- 知多市立岡田小学校
- 知多市立旭北小学校
- 知多市立旭東小学校
- 知多市立旭南小学校
- 知多市立南粕谷小学校

### 知立市
- 知立市立知立小学校
- 知立市立猿渡小学校
- 知立市立来迎寺小学校
- 知立市立知立東小学校
- 知立市立知立西小学校
- 知立市立八ツ田小学校
- 知立市立知立南小学校

### 尾張旭市
- 尾張旭市立東栄小学校
- 尾張旭市立旭小学校
- 尾張旭市立渋川小学校
- 尾張旭市立本地原小学校
- 尾張旭市立城山小学校
- 尾張旭市立白鳳小学校
- 尾張旭市立瑞鳳小学校
- 尾張旭市立旭丘小学校
- 尾張旭市立三郷小学校

### 高浜市
- 高浜市立高取小学校
- 高浜市立高浜小学校
- 高浜市立吉浜小学校
- 高浜市立翼小学校
- 高浜市立港小学校

### 岩倉市
- 岩倉市立岩倉北小学校
- 岩倉市立岩倉南小学校
- 岩倉市立岩倉東小学校
- 岩倉市立五条川小学校
- 岩倉市立曽野小学校

### 豊明市
- 豊明市立豊明小学校
- 豊明市立沓掛小学校
- 豊明市立中央小学校
- 豊明市立栄小学校
- 豊明市立大宮小学校
- 豊明市立二村台小学校（2021年、豊明市立双峰小学校から改称）
- 豊明市立三崎小学校
- 豊明市立舘小学校
- 豊明市立唐竹小学校（2021年閉校）

### 日進市
- 日進市立北小学校
  - 日進市立北小学校青葉分校
- 日進市立東小学校
- 日進市立西小学校
- 日進市立南小学校
- 日進市立相野山小学校
- 日進市立香久山小学校
- 日進市立梨の木小学校
- 日進市立赤池小学校
- 日進市立竹の山小学校

### 田原市
- 田原市立田原中部小学校
- 田原市立田原東部小学校
- 田原市立田原南部小学校
- 田原市立童浦小学校
- 田原市立衣笠小学校
- 田原市立神戸小学校
- 田原市立野田小学校
- 田原市立大草小学校
- 田原市立六連小学校
- 田原市立高松小学校
- 田原市立若戸小学校
- 田原市立赤羽根小学校
- 田原市立中山小学校
- 田原市立清田小学校
- 田原市立亀山小学校
- 田原市立伊良湖岬小学校
- 田原市立福江小学校
- 田原市立泉小学校

### 愛西市
- 愛西市立立田北部小学校
- 愛西市立立田南部小学校
- 愛西市立佐屋西小学校
- 愛西市立市江小学校
- 愛西市立永和小学校
- 愛西市立佐屋小学校
- 愛西市立八輪小学校
- 愛西市立開治小学校
- 愛西市立北河田小学校
- 愛西市立勝幡小学校
- 愛西市立草平小学校
- 愛西市立西川端小学校

### 清須市
- 清須市立西枇杷島小学校
- 清須市立古城小学校
- 清須市立清洲小学校
- 清須市立清洲東小学校
- 清須市立新川小学校
- 清須市立星の宮小学校
- 清須市立桃栄小学校
- 清須市立春日小学校

### 北名古屋市
- 北名古屋市立師勝小学校
- 北名古屋市立西春小学校
- 北名古屋市立鴨田小学校
- 北名古屋市立白木小学校
- 北名古屋市立五条小学校
- 北名古屋市立栗島小学校
- 北名古屋市立師勝南小学校
- 北名古屋市立師勝北小学校
- 北名古屋市立師勝東小学校
- 北名古屋市立師勝西小学校

### 弥富市
- 弥富市立桜小学校
- 弥富市立弥生小学校
- 弥富市立白鳥小学校
- 弥富市立大藤小学校
- 弥富市立栄南小学校
- 弥富市立日の出小学校
- 弥富市立十四山西部小学校
- 弥富市立十四山東部小学校

### みよし市
- みよし市立三好丘小学校
- みよし市立黒笹小学校
- みよし市立緑丘小学校
- みよし市立北部小学校
- みよし市立天王小学校
- みよし市立中部小学校
- みよし市立三吉小学校
- みよし市立南部小学校

### あま市
- あま市立七宝小学校
- あま市立伊福小学校
- あま市立宝小学校
- あま市立秋竹小学校
- あま市立美和小学校
- あま市立正則小学校
- あま市立篠田小学校
- あま市立美和東小学校
- あま市立甚目寺小学校
- あま市立甚目寺東小学校
- あま市立甚目寺南小学校
- あま市立甚目寺西小学校

### 長久手市
- 長久手市立長久手小学校
- 長久手市立南小学校
- 長久手市立東小学校
- 長久手市立西小学校
- 長久手市立北小学校
- 長久手市立市が洞小学校

### 愛知郡
- 東郷町立東郷小学校
- 東郷町立諸輪小学校
- 東郷町立高嶺小学校
- 東郷町立春木台小学校
- 東郷町立音貝小学校
- 東郷町立兵庫小学校

### 西春日井郡
- 豊山町立豊山小学校
- 豊山町立志水小学校
- 豊山町立新栄小学校

### 丹羽郡
- 大口町立大口西小学校
- 大口町立大口南小学校
- 大口町立大口北小学校
- 扶桑町立柏森小学校
- 扶桑町立高雄小学校
- 扶桑町立山名小学校
- 扶桑町立扶桑東小学校

### 海部郡
- 大治町立大治小学校
- 大治町立大治西小学校
- 大治町立大治南小学校
- 飛島村立飛島学園
- 蟹江町立蟹江小学校
- 蟹江町立舟入小学校
- 蟹江町立須西小学校
- 蟹江町立新蟹江小学校
- 蟹江町立学戸小学校

### 知多郡
- 阿久比町立東部小学校
- 阿久比町立英比小学校
- 阿久比町立草木小学校
- 阿久比町立南部小学校
- 東浦町立森岡小学校
- 東浦町立緒川小学校
- 東浦町立卯ノ里小学校
- 東浦町立片葩小学校
- 東浦町立石浜西小学校
- 東浦町立生路小学校
- 東浦町立藤江小学校
- 南知多町立内海小学校
- 南知多町立豊浜小学校
- 南知多町立みさき小学校
- 南知多町立篠島小学校
- 南知多町立日間賀小学校
- 美浜町立奥田小学校
- 美浜町立上野間小学校
- 美浜町立河和小学校
- 美浜町立野間小学校
- 美浜町立布土小学校
- 武豊町立武豊小学校
- 武豊町立衣浦小学校
- 武豊町立富貴小学校
- 武豊町立緑丘小学校

### 額田郡
- 幸田町立坂崎小学校
- 幸田町立幸田小学校
- 幸田町立中央小学校
- 幸田町立荻谷小学校
- 幸田町立深溝小学校
- 幸田町立豊坂小学校

### 北設楽郡
- 豊根村立豊根小学校
- 設楽町立清嶺小学校
- 設楽町立田口小学校
- 設楽町立名倉小学校
- 設楽町立津具小学校
- 東栄町立東栄小学校

## 私立小学校
- 椙山女学園大学附属小学校（名古屋市千種区）
- 南山大学附属小学校（名古屋市昭和区）
- 名進研小学校（名古屋市守山区）
- 瀬戸SOLAN小学校（瀬戸市）